# گراهام لگت
گراهام لگت (انگلیسی: Graham Leggat; ۲۰ ژوئن ۱۹۳۴ – ۲۹ اوت ۲۰۱۵) بازیکن فوتبال اهل اسکاتلند بود.
از باشگاه‌هایی که در آن بازی کرده‌است می‌توان به باشگاه فوتبال بیرمنگام سیتی، باشگاه فوتبال فولام، باشگاه فوتبال آبردین و باشگاه فوتبال روترهام یونایتد اشاره کرد.
وی همچنین در تیم ملی فوتبال اسکاتلند بازی کرده‌است.